# Christian Lütken (officer)
 Der er flere personer med dette navn, se Christian Lütken.
Christian Lütken (15. maj 1840 i København – 12. oktober 1923) var en dansk officer.
Han var søn af kommandørkaptajn Otto Lütken og hustru Vilhelmine født von Zepelin, blev sekondløjtnant 1859, deltog i krigen 1864, blev premierløjtnant 1867, kaptajn 1878, var stabschef ved 2. sjællandske Brigade 1882-90, blev oberstløjtnant 1890, oberst og chef for 4. Regiment 1896, var kommandant i København 1900-03, blev generalmajor og chef for 1. sjællandske Brigade 1903 og slutteligt generalløjtnant og kommanderende general i 1. Generalkommandodistrikt 1908. Han fik afsked 1909. 1910 blev han ordensceremonimester. Han var Storkors af Dannebrogordenen, Dannebrogsmand, bar Erindringsmedaljen for Krigen 1864 og en række udenlandske ordener.
Han blev gift 1867 med Marie Frederikke Charlotte Daniels (24. december 1845 i Ratzeburg - 9. marts 1917).